# Place Olympique (Saint-Denis)
Pour les articles homonymes, voir Place Olympique.
La place Olympique est une voie de communication à Saint-Denis (Seine-Saint-Denis, France) située dans le quartier du village olympique.

## Historique

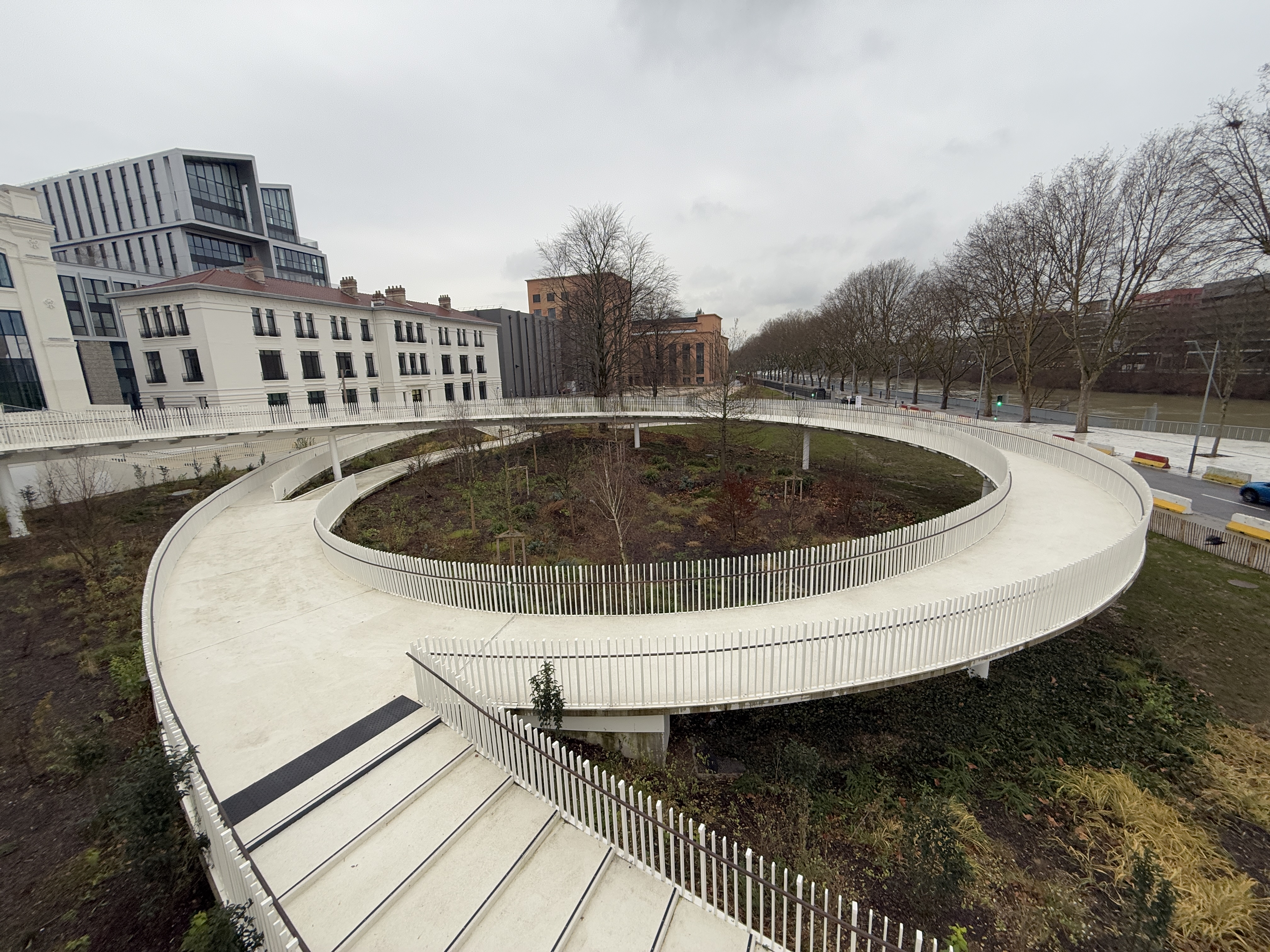
Rampe piétonne et cyclable sur le square Bernard Lapasset

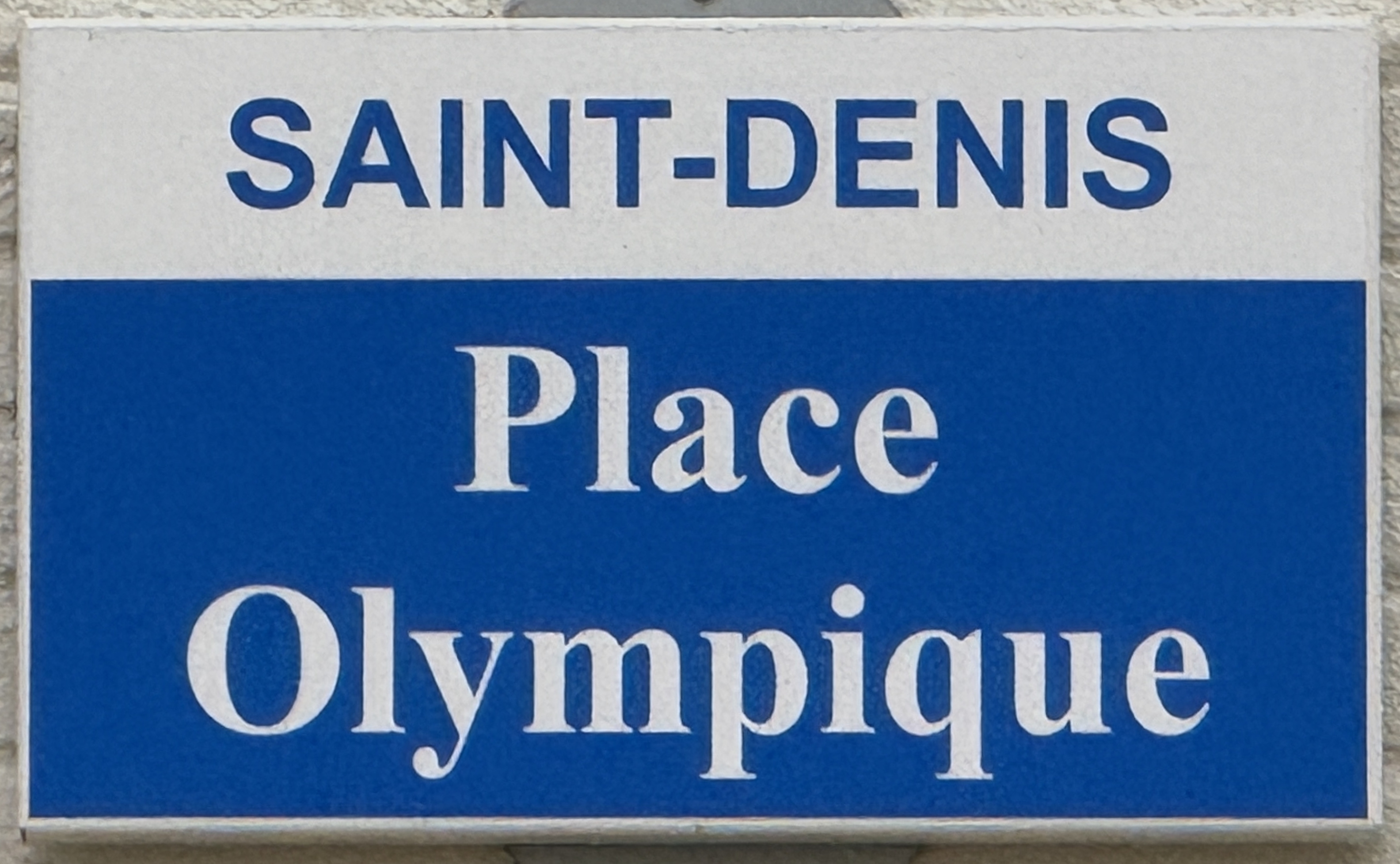
Plaque de rue 2025

En surplomb de la Seine, le place olympique est une place marquant l'entrée de la partie dionysienne du village olympique au débouché du pont olympique Louafi Bouguera en venant de L'Île-Saint-Denis. Elle borde l'immeuble Signal du village et le Halle Maxwell, ainsi que la place Bernard-Lapasset, qui relie la place au quai de Saint-Ouen (RD1). Sept purificateurs d'air ont été installés en 2024 sur la partie haute de la place,. 